# 전해질 쇼크
전해질 쇼크는 저나트륨혈증 혹은 신장쇼크로 더 많이 알려진 증상이다.
몸 속에는 여러 가지 전해질들이 존재하는데, 그 중 하나가 전해질 쇼크의 발병원인인 나트륨이다.
전해질 쇼크는 나트륨이온이 몸 속에 부족할 때 생기는데, 그 이유는 몸의 자연 정수기로도 알려져 있는 콩팥의 세뇨관에서 나트륨의 농도 저하로 인하여 수분의 재흡수 과정에서 수분이 역류하며 결과적으로 혈액 자체가 역류하게 된다. 이는 심장에서 나온 동맥의 혈류와 충돌하게 되고, 결과적으로 쇼크로 이어지게 된다. 다른 쇼크와 마찬가지로 3~4분 안에 응급처치를 마치지 않으면 소생 확률은 3% 미만이므로 빠른 시간 내에 응급처치를 하도록 해야한다.